# Gaertnera
Gaertnera är ett släkte av måreväxter. Gaertnera ingår i familjen måreväxter.

## Dottertaxa tillGaertnera, i alfabetisk ordning[1]
- Gaertnera alata
- Gaertnera alstonii
- Gaertnera aphanodioica
- Gaertnera arenaria
- Gaertnera aurea
- Gaertnera bambusifolia
- Gaertnera belumutensis
- Gaertnera bieleri
- Gaertnera brevipedicellata
- Gaertnera calycina
- Gaertnera capitulata
- Gaertnera cardiocarpa
- Gaertnera cooperi
- Gaertnera crassiflora
- Gaertnera cuneifolia
- Gaertnera darcyana
- Gaertnera divaricata
- Gaertnera diversifolia
- Gaertnera drakeana
- Gaertnera edentata
- Gaertnera eketensis
- Gaertnera fractiflexa
- Gaertnera furcellata
- Gaertnera gabonensis
- Gaertnera gardneri
- Gaertnera globigera
- Gaertnera grisea
- Gaertnera guillotii
- Gaertnera hirtiflora
- Gaertnera hispida
- Gaertnera humblotii
- Gaertnera ianthina
- Gaertnera inflexa
- Gaertnera junghuhniana
- Gaertnera kochummenii
- Gaertnera letouzeyi
- Gaertnera leucothyrsa
- Gaertnera liberiensis
- Gaertnera longifolia
- Gaertnera longivaginalis
- Gaertnera lowryi
- Gaertnera macrobotrys
- Gaertnera macrostipula
- Gaertnera madagascariensis
- Gaertnera microphylla
- Gaertnera monstruosa
- Gaertnera obesa
- Gaertnera oblanceolata
- Gaertnera obovata
- Gaertnera paniculata
- Gaertnera pauciflora
- Gaertnera pendula
- Gaertnera phanerophlebia
- Gaertnera phyllosepala
- Gaertnera phyllostachya
- Gaertnera psychotrioides
- Gaertnera ramosa
- Gaertnera raphaelii
- Gaertnera rosea
- Gaertnera rotundifolia
- Gaertnera schatzii
- Gaertnera schizocalyx
- Gaertnera spicata
- Gaertnera sralensis
- Gaertnera stictophylla
- Gaertnera ternifolia
- Gaertnera trachystyla
- Gaertnera vaginans
- Gaertnera vaginata
- Gaertnera walkeri
- Gaertnera viminea